# Носели
Носе́ли (рос. Носелы, марій. Носола) — присілок у складі Гірськомарійського району Марій Ел, Росія. Входить до складу Усолинського сільського поселення.

## Населення
Населення — 273 особи (2010; 285 у 2002).
Національний склад (станом на 2002 рік):
- марі — 99 %